# Nordisk Film Biografer Odense
55°24′4.18″N 10°23′16.16″Ø / 55.4011611°N 10.3878222°Ø
Nordisk Film Biografer Odense er en biograf med 9 sale, beliggende i Odense Banegårdscenter i centrum af Odense.
Biografen ejes af Nordisk Film Biograferne
| Film | Spire Denne filmartikel er en spire som bør udbygges. Du er velkommen til at hjælpe Wikipedia ved at udvide den. |